# Vernon Walters

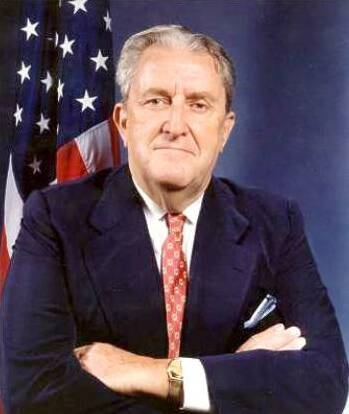
Vernon A. Walters

Vernon A. Walters (New York, 3 januari 1917 - West Palm Beach, 10 februari 2002) was Amerikaans militair, inlichtingenofficier en diplomaat. Hij diende tussen 1972 en 1976 als adjunct-directeur van de Central Intelligence. Van 1985 tot 1989 was hij ambassadeur van de Verenigde Staten bij de Verenigde Naties. Daarna was hij tijdens de beslissende fase van de Duitse hereniging van 1989 tot 1991 ambassadeur van de Verenigde Staten in de Bondsrepubliek Duitsland. Walters bracht het tot de rang van luitenant-generaal in het Amerikaanse leger. Ook werd hij in de Military Intelligence Hall of Fame verkozen.